# Skalka (Drásov)
Skalka je malá vesnice, část obce Drásov v okrese Příbram ve Středočeském kraji. Nachází se asi půl kilometru severně od Drásova. Vesnicí protéká Kocába. Je zde evidováno 33 adres. V roce 2011 zde trvale žilo 84 obyvatel.
Skalka leží v katastrálním území Drásov u Příbramě o výměře 5,47 km².

## Historie
První písemná zmínka o vesnici pochází z roku 1717.

## Obyvatelstvo
| Rok            | 1869 | 1880 | 1890 | 1900 | 1910 | 1921 | 1930 | 1950 | 1961 | 1970 | 1980 | 1991 | 2001 | 2011 | 2021 |
| -------------- | ---- | ---- | ---- | ---- | ---- | ---- | ---- | ---- | ---- | ---- | ---- | ---- | ---- | ---- | ---- |
| Počet obyvatel | 176  | 181  | 153  | 149  | 151  | 193  | 143  | 111  | 129  | 120  | 101  | 75   | 71   | 84   | 84   |
| Počet domů     | 19   | 19   | 19   | 19   | 21   | 20   | 26   | 25   | 25   | 25   | 22   | 27   | 30   | 31   | 37   |

## Obecní správa
Při sčítání lidu v letech 1850–1869 Skalka byla osadou obce Občov v okrese Příbram. V letech 1870–1956 byla osadou obce Suchodol v okrese Příbram. Od roku 1956 je částí obce Drásov v okrese Příbram.